# ناتالیا تنا
ناتالیا گاستین تنا (به انگلیسی: Natalia Gastiain Tena) (زادهٔ ۱ نوامبر ۱۹۸۴)؛ نوازنده و بازیگر اهل انگلستان است. او بیشتر با بازی در نقش نیمفادورا تانکس در مجموعه فیلم‌های هری پاتر (۲۰۱۱-۲۰۰۷) و اوشا در مجموعه تلویزیونی اچ‌بی‌او بازی تاج‌وتخت (۲۰۱۶-۲۰۱۱) به شهرت رسید.

## اوایل زندگی
ناتالیا در لندن زاده شد و پدر و مادر او اسپانیایی بودند. مادرش دبیر اکسترمادورا و پدرش باسک بود. او همچنین به زبان اسپانیایی مسلط است.

## حرفه
ناتالیا حرفهٔ خود را با بازی در فیلم درباره یک پسر (۲۰۰۲) آغاز کرد. سپس در طی سال‌های ۲۰۰۳ تا ۲۰۰۶ در فیلم‌های: هذیان عظمت، خانم هندرسون تقدیم می‌کند و چند سریال دیگر نیز نقش‌آفرینی کرده بود.
پس از آن در سال ۲۰۰۷ در پنجمین قسمت از مجموعه فیلم‌های هری پاتر، هری پاتر و محفل ققنوس در نقش نیمفادورا تانکس بازی کرد و دوباره در طی سال‌های ۲۰۰۹ تا ۲۰۱۱ در سه قسمت آخر این مجموعه ایفای نقش کرد.

## فیلم‌شناسی
| سال       | عنوان                              | نقش             | توضیحات |
| --------- | ---------------------------------- | --------------- | ------- |
| ۲۰۰۲      | درباره یک پسر                      | الی             |         |
| ۲۰۰۴      | هذیان عظمت                         | سوزی            |         |
| ۲۰۰۴      | اتاق قتل                           |                 |         |
| ۲۰۰۵      | پزشک‌ها                             | امی امرسون      |         |
| ۲۰۰۵      | خانم هندرسون تقدیم می‌کند           | پگی             |         |
| ۲۰۰۶      | هنر زیبای عشق                      | ورا             |         |
| ۲۰۰۷      | هری پاتر و محفل ققنوس              | نیمفادورا تانکس |         |
| ۲۰۰۹      | هری پاتر و شاهزاده دورگه           | نیمفادورا تانکس |         |
| ۲۰۱۰      | چه جوری تا همیشه زنده باشی         | انی             |         |
| ۲۰۱۰      | هری پاتر و یادگاران مرگ – قسمت اول | نیمفادورا تانکس |         |
| ۲۰۱۱      | هری پاتر و یادگاران مرگ – قسمت دوم | نیمفادورا تانکس |         |
| ۲۰۱۲      | بل آمی                             | ریچل            |         |
| ۲۰۱۱–۲۰۱۳ | بازی تاج‌وتخت                       | اوشا            |         |
| ۲۰۱۴      | ۱۰٬۰۰۰ کیلومتر                     | الکس            |         |
| ۲۰۱۷      | عشق ورزیدن                         | مادر لائورا     |         |
| ۲۰۲۰      | دوستت دارم، احمق                   |                 |         |
| ۲۰۲۴      | جان ویک: بخش ۴                     | کاتیا           |         |
| ۲۰۲۴      | پلتفرم ۲                           | ساحابات         |         |